# Podilla (rejon czortkowski)
Podilla (ukr. Поділля, dosł. Podole; do 1965 roku Цапівці, Capiwci) – wieś na Ukrainie w obwodzie tarnopolskim, w rejonie czortkowskim. 
W II Rzeczypospolitej wieś w powiecie zaleszczyckim województwa tarnopolskiego. W latach 1943–1945 nacjonaliści ukraińscy z OUN-UPA zamordowali w pobliżu wsi i na drogach 26 Polaków.
Do 2020 w rejonie zaleszczyckim.